# Општина Жижила (Тулћа)
Жижила (рум. Jijila) општина је у Румунији у округу Тулћа.
Oпштина се налази на надморској висини од 87 m.